# José Manuel Marín Gascón
José Manuel Marín Gascón, né le 20 février 1960 est un homme politique espagnol, membre de Vox.

## Biographie
Il est élu sénateur lors des élections générales anticipées du 10 novembre 2019 pour la XIVe législature.